# Palomera
Pour les articles homonymes, voir Palomera (homonymie).
Palomera est une municipalité espagnole de la province de Cuenca, dans la région autonome de Castille-La Manche.